# الکساندر موزیچنکو
الکساندر موزیچنکو (روسی: Александр Алексеевич Музыченко؛ زادهٔ ۷ مهٔ ۱۹۵۵) قایقران قایق بادبانی اهل اتحاد جماهیر شوروی سوسیالیستی بود.